# Колтатів Софоній Львович
Софоній Львович Колтатів (16 грудня 1906, Вільховець, нині Чортківського району, Тернопільська область — 1983, там само) — український дослідник-етнограф, педагог, краєзнавець.

## Життєпис
Народився 16 грудня 1906 в селі Вільховець (Борщівський повіт, Королівство Галичини та Володимирії, Австро-Угорщина, нині Чортківського району Тернопільської області, Україна).
Від 1922 року навчався в гімназії та Краківському університеті. Магістр слов'янської філології 1933 року. 1937-го повернувся до Східної Галичини. Працював учителем в Усті-Зеленому, гімназії у Борщові. У 1947—1957 — завідувач навчальною частиною середньої школи у Вільхівці.
Автор фундаментальної праці «Культура вільховечан» (1948) про побут наддністрянського населення Тернопільщини. Рукопис 1976-го передав до збірки Музею етнографії та художнього промислу у Львові..